# Andreas Grubb
För kontraktsprosten i Nederluleå, se Andreas Petri Grubb
Andreas Andreae Grubb Westrobothniensis, född 1635 i Umeå, död 1680 i Uppsala, var en svensk professor, rektor för Uppsala universitet.
Andreas Grubb var son till Anders Jacobsson Grubb och prästdottern Elsa Halenia född i släkten Halenius. Båda föräldrarna tillhörde Bureätten, och modern var systerdotter till ärkebiskop Petrus Kenicius. Han disputerade första gången 1663 med avhandlingen De constantia naturae för professor Petrus Fontelius, och andra gången 1664 med Dissertatio academica, de primis fundamentis felicitatis civilis för professor Martin Brunnerus. Från sistnämnda år kommer också Felicia magisterii auspicia från Grubbs hand. Han torde ha promoverats till magister av Christian Ravius den 13 december 1664. Han benämnes sedan adjunkt i teologi vid universitetet, när han 1670 håller ett minnestal på latin över den bortgångne Olaus Laurelius vid begravningen i Västerås.
1669 gifte sig Grubb med Kristina Rudbeckia, sondotter till Johannes Rudbeckius. Fyra år senare utnämndes han till extra ordinarie professor i teologi. I den befattningen var han 1674 preses för Johannes Nordenius avhandling Disputatio theologica de hæresi. Hans släkting Uno Terserus var under denna tid professor i orientaliska språk, men avled i unga år. Grubb utsågs 1676 till hans efterträdare. Johan Eenberg anger att han samtidigt behöll tjänsten som extra ordinarie teologie professor. De orientaliska språken innefattade i första rummet Bibelspråken hebreiska och arameiska, men även arabiska och syriska. Grubb övertog en professur som länge hade varit otursförföljd, och av de avhandlingar som lades fram för honom att döma verkar han inte särskilt intresserad av ämnet eftersom dessa handlar om juridik och politik. En av de studenter som Grubb var preses för var kusinen Laurentius Jonæ Halenius. Grubb var rektor för universitetet 1677. Han avled 1680 och efterträddes av Gustaf Peringer, adlad Lillieblad, som redan i flera år lovats denna professur av kungen.